# Équipe d'Italie de football au Championnat d'Europe 2024
Cet article relate le parcours de l’équipe d'Italie de football lors du Championnat d'Europe de football 2024 qui a lieu du 14 juin au 14 juillet 2024 en Allemagne.
Tenante du titre, l'Italie a réussi à se qualifier directement pour le Championnat d'Europe en terminant deuxième du Groupe C derrière l'Angleterre.

## Qualifications
| Rang | Équipe            | Pts | J | G | N | P | Bp | Bc | Diff |  | Résultats (▼ dom., ► ext.) |     |     |     |     |     |
| ---- | ----------------- | --- | - | - | - | - | -- | -- | ---- |  | -------------------------- | --- | --- | --- | --- | --- |
| 1    | Angleterre        | 20  | 8 | 6 | 2 | 0 | 22 | 4  | +18  |  | Angleterre                 |     | 3-1 | 2-0 | 7-0 | 2-0 |
| 2    | Italie            | 14  | 8 | 4 | 2 | 2 | 16 | 9  | +7   |  | Italie                     | 1-2 |     | 2-1 | 5-2 | 4-0 |
| 3    | Ukraine           | 14  | 8 | 4 | 2 | 2 | 11 | 8  | +3   |  | Ukraine                    | 1-1 | 0-0 |     | 2-0 | 1-0 |
| 4    | Macédoine du Nord | 8   | 8 | 2 | 2 | 4 | 10 | 20 | -10  |  | Macédoine du Nord          | 1-1 | 1-1 | 2-3 |     | 2-1 |
| 5    | Malte             | 0   | 8 | 0 | 0 | 8 | 2  | 20 | -18  |  | Malte                      | 0-4 | 0-2 | 1-3 | 0-2 |     |

- Sélection directement qualifiée pour l'Euro 2024

## Matchs de préparation
| 21 mars 2024                      | Venezuela  | 1 - 2   | Italie          | Chase Stadium, Fort Lauderdale ( États-Unis) |                            |
| 17h00 · Historique des rencontres | Machís 43e | (1 - 1) | 40e 80e Retegui | Arbitrage : Rubiel Vazquez                   | Arbitrage : Rubiel Vazquez |
| 17h00 · Historique des rencontres | Rapport    |         |                 | Arbitrage : Rubiel Vazquez                   | Arbitrage : Rubiel Vazquez |

| 24 mars 2024                      | Équateur | 0 - 2   | Italie                        | Red Bull Arena, Harrison ( États-Unis)       |                                              |
| 16h00 · Historique des rencontres |          | (0 - 1) | 3e Pellegrini · 90+4e Barella | Spectateurs : 18 000 Arbitrage : Jon Freemon | Spectateurs : 18 000 Arbitrage : Jon Freemon |
| 16h00 · Historique des rencontres | Rapport  |         |                               | Spectateurs : 18 000 Arbitrage : Jon Freemon | Spectateurs : 18 000 Arbitrage : Jon Freemon |

| 4 juin 2024                       | Italie  | 0 - 0   | Turquie | Stade Renato-Dall'Ara, Bologne                      |                                                     |
| 21h00 · Historique des rencontres |         | (0 - 0) |         | Spectateurs : 25 012 Arbitrage : Sebastian Gishamer | Spectateurs : 25 012 Arbitrage : Sebastian Gishamer |
| 21h00 · Historique des rencontres | Rapport |         |         | Spectateurs : 25 012 Arbitrage : Sebastian Gishamer | Spectateurs : 25 012 Arbitrage : Sebastian Gishamer |

| 9 juin 2024                       | Italie       | 1 - 0   | Bosnie-Herzégovine | Stade Carlo-Castellani, Empoli                          |                                                         |
| 20h45 · Historique des rencontres | Frattesi 38e | (1 - 0) |                    | Spectateurs : 12 000 Arbitrage : Chrysovalantis Theouli | Spectateurs : 12 000 Arbitrage : Chrysovalantis Theouli |
| 20h45 · Historique des rencontres | Rapport      |         |                    | Spectateurs : 12 000 Arbitrage : Chrysovalantis Theouli | Spectateurs : 12 000 Arbitrage : Chrysovalantis Theouli |

## Séjour et hébergement
Le camp de base de l'Italie se situe dans la ville d'Iserlohn, en Rhénanie-du-Nord-Westphalie.

## Phase finale

### Effectif
Les âges et les sélections sont calculés au début de l'Euro 2024, le 14 juin 2024.
L'Italie annonce une équipe de 30 joueurs le 23 mai 2024. Le 30 mai, Francesco Acerbi est contraint de déclarer forfait pour cause de blessure. Le 2 juin, Giorgio Scalvini est également contraint de déclarer forfait en raison d'une blessure, et le lendemain Federico Gatti est appelé en remplacement. Le 6 juin, l'équipe finale de 26 joueurs est annoncée, Ivan Provedel, Samuele Ricci et Riccardo Orsolini étant écartés.

### Premier tour
| v · m | Équipe  | Pts | J | G | N | P | Bp | Bc | Diff |
| ----- | ------- | --- | - | - | - | - | -- | -- | ---- |
| 1     | Espagne | 9   | 3 | 3 | 0 | 0 | 5  | 0  | +5   |
| 2     | Italie  | 4   | 3 | 1 | 1 | 1 | 3  | 3  | 0    |
| 3     | Croatie | 2   | 3 | 0 | 2 | 1 | 3  | 6  | -3   |
| 4     | Albanie | 1   | 3 | 0 | 1 | 2 | 3  | 5  | -2   |

#### Italie - Albanie
| Match 4                 | Italie                                  | 2 - 1   | Albanie               | BVB Stadion Dortmund, Dortmund                                                |                                                                               |
| 15 juin 2024 21h00 CEST | ( Pellegrini) Bastoni 11e · Barella 16e | (2 - 1) | 1re Bajrami           | Spectateurs : 60 512 Arbitrage : Felix Zwayer Arbitre vidéo : Bastian Dankert | Spectateurs : 60 512 Arbitrage : Felix Zwayer Arbitre vidéo : Bastian Dankert |
| 15 juin 2024 21h00 CEST | Pellegrini 22e · Calafiori 51e          | Rapport | 51e Broja · 74e Hoxha | Spectateurs : 60 512 Arbitrage : Felix Zwayer Arbitre vidéo : Bastian Dankert | Spectateurs : 60 512 Arbitrage : Felix Zwayer Arbitre vidéo : Bastian Dankert |

#### Espagne - Italie
| Match 16                | Espagne                                       | 1 - 0   | Italie                         | Arena AufSchalke, Gelsenkirchen                                                    |                                                                                    |
| 20 juin 2024 21h00 CEST | Calafiori 55e (csc)                           | (0 - 0) |                                | Spectateurs : 49 528 Arbitrage : Slavko Vinčić Arbitre vidéo : Ned Kajtazovic (en) | Spectateurs : 49 528 Arbitrage : Slavko Vinčić Arbitre vidéo : Ned Kajtazovic (en) |
| 20 juin 2024 21h00 CEST | Rodri 45+1e · Le Normand 69e · Carvajal 90+6e | Rapport | 15e Donnarumma · 46e Cristante | Spectateurs : 49 528 Arbitrage : Slavko Vinčić Arbitre vidéo : Ned Kajtazovic (en) | Spectateurs : 49 528 Arbitrage : Slavko Vinčić Arbitre vidéo : Ned Kajtazovic (en) |

#### Croatie - Italie
| Match 28                | Croatie                                                                               | 1 - 1   | Italie                          | Stade de Leipzig, Leipzig                                                     |                                                                               |
| 24 juin 2024 21h00 CEST | ( Budimir) Modrić 55e                                                                 | (0 - 0) | 90+8e Zaccagni ( Calafiori)     | Spectateurs : 38 322 Arbitrage : Danny Makkelie Arbitre vidéo : Rob Dieperink | Spectateurs : 38 322 Arbitrage : Danny Makkelie Arbitre vidéo : Rob Dieperink |
| 24 juin 2024 21h00 CEST | Sučić 24e · Modrić 60e · Ivanušec 73e · Pongračić 78e · Stanišić 82e · Brozović 90+1e | Rapport | 90+3e Calafiori · 90+6e Fagioli | Spectateurs : 38 322 Arbitrage : Danny Makkelie Arbitre vidéo : Rob Dieperink | Spectateurs : 38 322 Arbitrage : Danny Makkelie Arbitre vidéo : Rob Dieperink |

### Huitièmes de finale
| Match 38                 | Suisse                                          | 2 - 0   | Italie                                      | Olympiastadion, Berlin                                                               |                                                                                      |
| 29 juin 2024 18 h 0 CEST | ( Vargas) Freuler 37e · ( Aebischer) Vargas 46e | (1 - 0) |                                             | Spectateurs : 68 172 Arbitrage : Szymon Marciniak Arbitre vidéo : Tomasz Kwiatkowski | Spectateurs : 68 172 Arbitrage : Szymon Marciniak Arbitre vidéo : Tomasz Kwiatkowski |
| 29 juin 2024 18 h 0 CEST |                                                 | Rapport | 35e Barella · 45e El Shaarawy · 57e Mancini | Spectateurs : 68 172 Arbitrage : Szymon Marciniak Arbitre vidéo : Tomasz Kwiatkowski | Spectateurs : 68 172 Arbitrage : Szymon Marciniak Arbitre vidéo : Tomasz Kwiatkowski |

## Statistiques

### Temps de jeu
| N°         | Joueur                |          |          |          |          | TT       | But inscrit | Passe décisive | MJ       | MT       | Légende |
| ---------- | --------------------- | -------- | -------- | -------- | -------- | -------- | ----------- | -------------- | -------- | -------- | --- |
| Gardiens   | Gardiens              | Gardiens | Gardiens | Gardiens | Gardiens | Gardiens | Gardiens    | Gardiens       | Gardiens | Gardiens | Abréviations et symboles : TT : Total de minutes jouées MJ : Nombre de matchs joués MT : Matchs joués en tant que titulaire : but : passe décisive : joueur entré : joueur remplacé : capitaine : carton jaune : carton rouge |
| 1          | Gianluigi Donnarumma  | 90       | 90       | -        | -        | 180      | -           | -              | 2        | 2        | Abréviations et symboles : TT : Total de minutes jouées MJ : Nombre de matchs joués MT : Matchs joués en tant que titulaire : but : passe décisive : joueur entré : joueur remplacé : capitaine : carton jaune : carton rouge |
| 12         | Guglielmo Vicario     | -        | -        | -        | -        | -        | -           | -              | -        | -        | Abréviations et symboles : TT : Total de minutes jouées MJ : Nombre de matchs joués MT : Matchs joués en tant que titulaire : but : passe décisive : joueur entré : joueur remplacé : capitaine : carton jaune : carton rouge |
| 26         | Alex Meret            | -        | -        | -        | -        | -        | -           | -              | -        | -        | Abréviations et symboles : TT : Total de minutes jouées MJ : Nombre de matchs joués MT : Matchs joués en tant que titulaire : but : passe décisive : joueur entré : joueur remplacé : capitaine : carton jaune : carton rouge |
| Défenseurs |                       |          |          |          |          |          |             |                |          |          | Abréviations et symboles : TT : Total de minutes jouées MJ : Nombre de matchs joués MT : Matchs joués en tant que titulaire : but : passe décisive : joueur entré : joueur remplacé : capitaine : carton jaune : carton rouge |
| 2          | Giovanni Di Lorenzo   | 90       | 90       | -        | -        | 180      | -           | -              | 2        | 2        | Abréviations et symboles : TT : Total de minutes jouées MJ : Nombre de matchs joués MT : Matchs joués en tant que titulaire : but : passe décisive : joueur entré : joueur remplacé : capitaine : carton jaune : carton rouge |
| 3          | Federico Dimarco      | 83       | 90       | -        | -        | 173      | -           | -              | 2        | 2        | Abréviations et symboles : TT : Total de minutes jouées MJ : Nombre de matchs joués MT : Matchs joués en tant que titulaire : but : passe décisive : joueur entré : joueur remplacé : capitaine : carton jaune : carton rouge |
| 4          | Alessandro Buongiorno | -        | -        | -        | -        | -        | -           | -              | -        | -        | Abréviations et symboles : TT : Total de minutes jouées MJ : Nombre de matchs joués MT : Matchs joués en tant que titulaire : but : passe décisive : joueur entré : joueur remplacé : capitaine : carton jaune : carton rouge |
| 5          | Riccardo Calafiori    | 90       | 90       | -        | -        | 180      | -           | -              | 2        | 2        | Abréviations et symboles : TT : Total de minutes jouées MJ : Nombre de matchs joués MT : Matchs joués en tant que titulaire : but : passe décisive : joueur entré : joueur remplacé : capitaine : carton jaune : carton rouge |
| 6          | Federico Gatti        | -        | -        | -        | -        | -        | -           | -              | -        | -        | Abréviations et symboles : TT : Total de minutes jouées MJ : Nombre de matchs joués MT : Matchs joués en tant que titulaire : but : passe décisive : joueur entré : joueur remplacé : capitaine : carton jaune : carton rouge |
| 13         | Matteo Darmian        | 83       | -        | -        | -        | 7        | -           | -              | 1        | 0        | Abréviations et symboles : TT : Total de minutes jouées MJ : Nombre de matchs joués MT : Matchs joués en tant que titulaire : but : passe décisive : joueur entré : joueur remplacé : capitaine : carton jaune : carton rouge |
| 15         | Raoul Bellanova       | -        | -        | -        | -        | -        | -           | -              | -        | -        | Abréviations et symboles : TT : Total de minutes jouées MJ : Nombre de matchs joués MT : Matchs joués en tant que titulaire : but : passe décisive : joueur entré : joueur remplacé : capitaine : carton jaune : carton rouge |
| 17         | Gianluca Mancini      | -        | -        | -        | -        | -        | -           | -              | -        | -        | Abréviations et symboles : TT : Total de minutes jouées MJ : Nombre de matchs joués MT : Matchs joués en tant que titulaire : but : passe décisive : joueur entré : joueur remplacé : capitaine : carton jaune : carton rouge |
| 23         | Alessandro Bastoni    | 90       | 90       | -        | -        | 180      | 1           | -              | 2        | 2        | Abréviations et symboles : TT : Total de minutes jouées MJ : Nombre de matchs joués MT : Matchs joués en tant que titulaire : but : passe décisive : joueur entré : joueur remplacé : capitaine : carton jaune : carton rouge |
| 24         | Andrea Cambiaso       | 77       | 46       | -        | -        | 57       | -           | -              | 2        | 0        | Abréviations et symboles : TT : Total de minutes jouées MJ : Nombre de matchs joués MT : Matchs joués en tant que titulaire : but : passe décisive : joueur entré : joueur remplacé : capitaine : carton jaune : carton rouge |
| Milieux    |                       |          |          |          |          |          |             |                |          |          | Abréviations et symboles : TT : Total de minutes jouées MJ : Nombre de matchs joués MT : Matchs joués en tant que titulaire : but : passe décisive : joueur entré : joueur remplacé : capitaine : carton jaune : carton rouge |
| 7          | Davide Frattesi       | 90       | 46       | -        | -        | 136      | -           | -              | 2        | 2        | Abréviations et symboles : TT : Total de minutes jouées MJ : Nombre de matchs joués MT : Matchs joués en tant que titulaire : but : passe décisive : joueur entré : joueur remplacé : capitaine : carton jaune : carton rouge |
| 8          | Jorginho              | 90       | 46       | -        | -        | 136      | -           | -              | 2        | 2        | Abréviations et symboles : TT : Total de minutes jouées MJ : Nombre de matchs joués MT : Matchs joués en tant que titulaire : but : passe décisive : joueur entré : joueur remplacé : capitaine : carton jaune : carton rouge |
| 10         | Lorenzo Pellegrini    | 77       | 82       | -        | -        | 159      | -           | 1              | 2        | 2        | Abréviations et symboles : TT : Total de minutes jouées MJ : Nombre de matchs joués MT : Matchs joués en tant que titulaire : but : passe décisive : joueur entré : joueur remplacé : capitaine : carton jaune : carton rouge |
| 16         | Bryan Cristante       | 77       | 46       | -        | -        | 57       | -           | -              | 2        | 0        | Abréviations et symboles : TT : Total de minutes jouées MJ : Nombre de matchs joués MT : Matchs joués en tant que titulaire : but : passe décisive : joueur entré : joueur remplacé : capitaine : carton jaune : carton rouge |
| 18         | Nicolò Barella        | 90+2     | 90       | -        | -        | 182      | 1           | -              | 2        | 2        | Abréviations et symboles : TT : Total de minutes jouées MJ : Nombre de matchs joués MT : Matchs joués en tant que titulaire : but : passe décisive : joueur entré : joueur remplacé : capitaine : carton jaune : carton rouge |
| 21         | Nicolò Fagioli        | -        | -        | -        | -        | -        | -           | -              | -        | -        | Abréviations et symboles : TT : Total de minutes jouées MJ : Nombre de matchs joués MT : Matchs joués en tant que titulaire : but : passe décisive : joueur entré : joueur remplacé : capitaine : carton jaune : carton rouge |
| 25         | Michael Folorunsho    | 90+2     | -        | -        | -        | 4        | -           | 1              | 0        |          | Abréviations et symboles : TT : Total de minutes jouées MJ : Nombre de matchs joués MT : Matchs joués en tant que titulaire : but : passe décisive : joueur entré : joueur remplacé : capitaine : carton jaune : carton rouge |
| Attaquants |                       |          |          |          |          |          |             |                |          |          | Abréviations et symboles : TT : Total de minutes jouées MJ : Nombre de matchs joués MT : Matchs joués en tant que titulaire : but : passe décisive : joueur entré : joueur remplacé : capitaine : carton jaune : carton rouge |
| 9          | Gianluca Scamacca     | 83       | 64       | -        | -        | 147      | -           | -              | 2        | 2        | Abréviations et symboles : TT : Total de minutes jouées MJ : Nombre de matchs joués MT : Matchs joués en tant que titulaire : but : passe décisive : joueur entré : joueur remplacé : capitaine : carton jaune : carton rouge |
| 11         | Giacomo Raspadori     | -        | 82       | -        | -        | 8        | -           | -              | 1        | 0        | Abréviations et symboles : TT : Total de minutes jouées MJ : Nombre de matchs joués MT : Matchs joués en tant que titulaire : but : passe décisive : joueur entré : joueur remplacé : capitaine : carton jaune : carton rouge |
| 14         | Federico Chiesa       | 77       | 64       | -        | -        | 141      | -           | -              | 2        | 2        | Abréviations et symboles : TT : Total de minutes jouées MJ : Nombre de matchs joués MT : Matchs joués en tant que titulaire : but : passe décisive : joueur entré : joueur remplacé : capitaine : carton jaune : carton rouge |
| 19         | Mateo Retegui         | 83       | 64       | -        | -        | 33       | -           | -              | 2        | 0        | Abréviations et symboles : TT : Total de minutes jouées MJ : Nombre de matchs joués MT : Matchs joués en tant que titulaire : but : passe décisive : joueur entré : joueur remplacé : capitaine : carton jaune : carton rouge |
| 20         | Mattia Zaccagni       | -        | 64       | -        | -        | 26       | -           | -              | 1        | 0        | Abréviations et symboles : TT : Total de minutes jouées MJ : Nombre de matchs joués MT : Matchs joués en tant que titulaire : but : passe décisive : joueur entré : joueur remplacé : capitaine : carton jaune : carton rouge |
| 22         | Stephan El Shaarawy   | -        | -        | -        | -        | -        | -           | -              | -        | -        | Abréviations et symboles : TT : Total de minutes jouées MJ : Nombre de matchs joués MT : Matchs joués en tant que titulaire : but : passe décisive : joueur entré : joueur remplacé : capitaine : carton jaune : carton rouge |

| Buts | Joueurs | Adversaires |
| ---- | ------- | ----------- |
|      |         |             |

| Passes | Joueurs | Adversaires |
| ------ | ------- | ----------- |
|        |         |             |